# Sänkköl

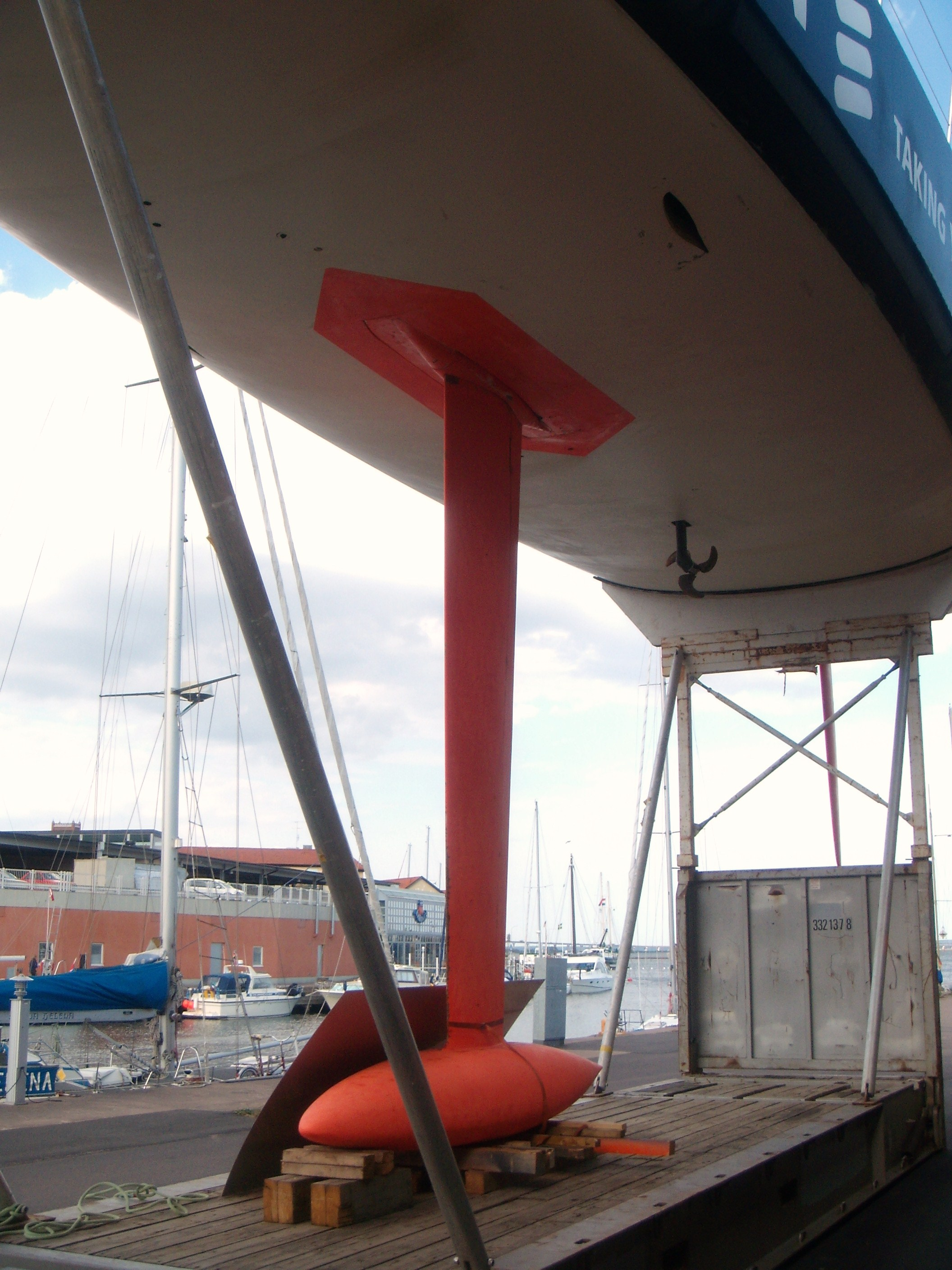
Svängköl på VO 70-båten Ericsson

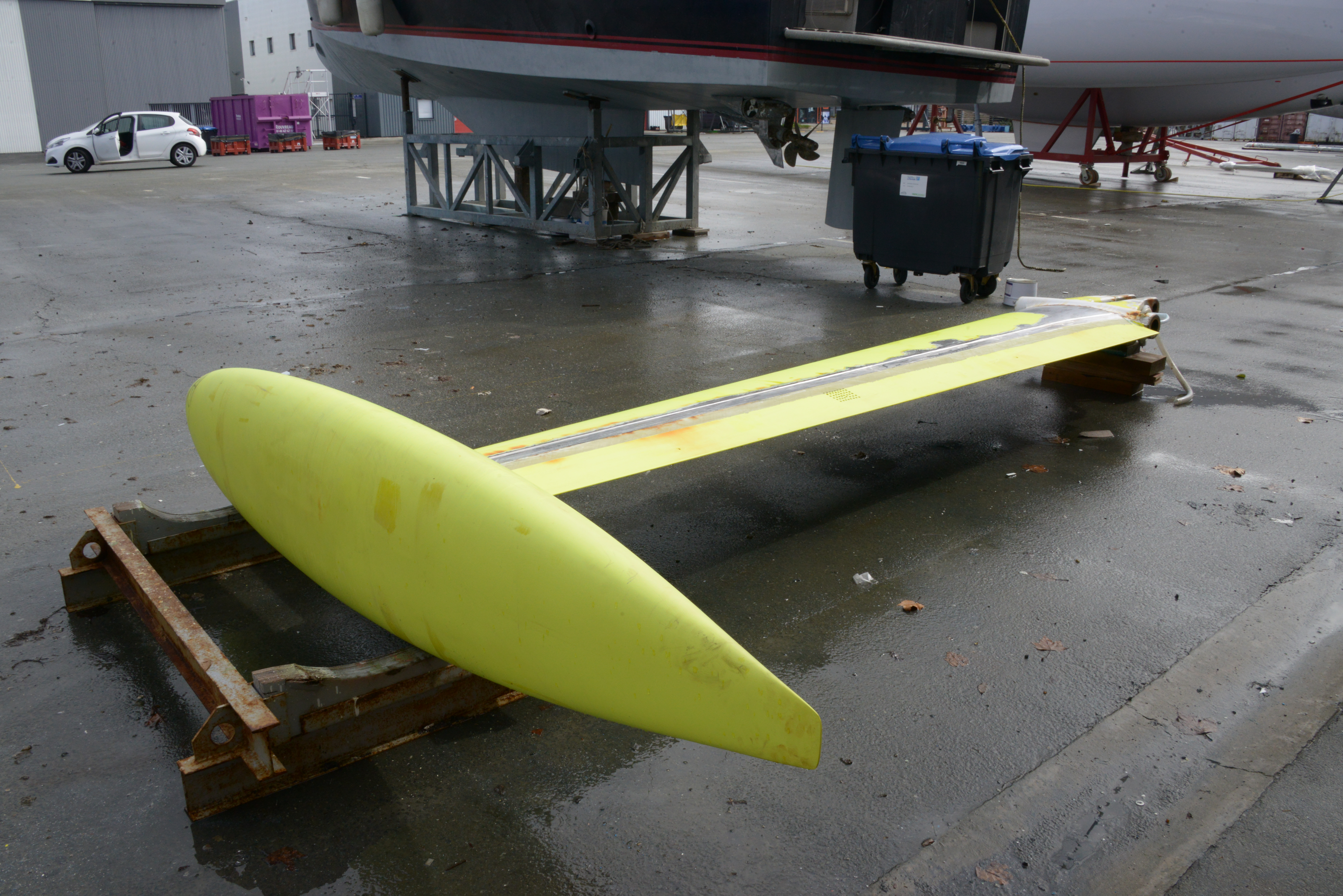
Sänkköl på kappseglingsbåt

Sänkköl är en köl på en segelbåt, som firas ned och hissas upp i lodled i en vattentät köllåda i fartygets skrov. Till skillnad från sticksvärd och andra centerbord har sänkkölen framför allt funktionen att, förutom att motverka avdrift, också ge stabilitet åt båten genom att ge kölens barlast båten lägre tyngdpunkt. En variant av svängköl, vilken också är rörlig runt sin lodräta axel.
Sänkkölen förutsätter att det är fäst en köllåda i eller på fartygsskrovet. Lyftmekanismen kan vara hydraulisk eller mekanisk. Vid grundstötning kan, om kölen och köllådans struktur är tillräckligt kraftig, fartyget ofta tas loss genom att bara lyfta och sänka kölen några gånger efter varandra. 
Sänkkölen ger möjlighet att minska båtens djupgående, när den seglar i grunda vatten eller hamnar, och att ge båten erforderlig stabilitet, när den seglar på öppet vatten. Sänkkölen är också fördelaktig, när båten ska transporteras på en båttrailer.
En sänkköl har dock vissa nackdelar: förekomsten av vissa mekanismer i kölkonstruktionen leder till ökad risk, till exempel vid hårdför grundstötning eller kollisioner med flytande föremål. Att båten har en köllåda, ökar också risken för läckage.